# Hydropsyche bulbifera
Hydropsyche bulbifera là một loài Trichoptera trong họ Hydropsychidae. Chúng phân bố ở miền Cổ bắc.